# Rondvassbu
Rondvassbu is een van de bemande toeristenhutten van de Den Norske Turistforening in Rondane in de gemeente Sel in de provincie Innlandet in het midden van Noorwegen.
Het ligt op 1173 meter boven zeeniveau.